# Tommaso Giulini
Tommaso Edoardo Giulini (Milano, 18 giugno 1977) è un imprenditore e dirigente sportivo italiano, proprietario di Fluorsid Group e presidente del Cagliari Calcio.

## Biografia
Dopo la laurea in economia aziendale all'Università commerciale Luigi Bocconi di Milano nel 2001, Giulini lavorò presso un'azienda francese, la Intelligent Sales Object come marketing manager.
Nel 2003 divenne direttore commerciale dell'azienda di famiglia, Fluorsid S.p.A., e successivamente, dal 2006 al 2014, ricoprì la carica di amministratore delegato. Nel corso del suo mandato, il principale sito produttivo dell'azienda fu integrato con il quarto e il quinto reattore per la produzione di fluoruro di alluminio, e con il secondo impianto di produzione di acido solforico, vapore ed energia elettrica, consentendo allo stabilimento la completa autonomia energetica.
Dal 2005 al 2017 è stato consigliere di amministrazione in Laminazione Sottile S.p.A, dal 2006 al 2010 di ICIB S.p.A., di cui è divenuto presidente nel 2010, mantenendo la carica fino al 2016.
Nel 2013 assunse la carica di presidente di Fluorsid Group, continuando a ricoprire negli anni successivi anche ruoli nei CdA di diverse partecipate della holding. Attualmente oltre a essere Amministratore Unico di Fluorsid Group S.r.l. ricopre il ruolo di Presidente del Consiglio di Amministrazione di Fluorsid S.p.A., Consigliere di Fluorsid Noralf SA ed è membro del CdA di Laminazione Sottile S.p.A.

## Calcio
La sua esperienza calcistica iniziò da ragazzino con il ruolo di portiere nell'oratorio Don Orione a Milano, arrivando a 13 anni anche nelle giovanili del Milan per poi ritornare a giocare a livello non professionistico nell'U.S. Orione, militando fino al campionato di Promozione. Successivamente rimane nell'ambiente anche a carriera imprenditoriale avviata: nel 1995 infatti la sua famiglia viene coinvolta nella gestione dell'Inter durante la presidenza di Massimo Moratti, possedendo fino al 12% delle azioni. In seguito lui stesso, dal 2005 al 2013, ha fatto parte del consiglio d'amministrazione della società nerazzurra; esaurito l'incarico, ha comunque mantenuto 5.070 azioni, pari a una partecipazione dello 0,000034%. Nella primavera del 2011 inoltre partecipò alle trattative per l'acquisto della Pro Patria di Busto Arsizio, senza però arrivare ad una finalizzazione del cambio di proprietà.
L'11 giugno 2014 con Fluorsid Group acquista il 100% del pacchetto azionario del Cagliari Calcio, rilevandolo da Massimo Cellino. Rinnovò subito dal punto di vista dirigenziale, logistico (la sede viene spostata da viale La Playa a via Mameli, prima di essere poi portata definitivamente anni dopo al Centro Sportivo di Assemini) e soprattutto sportivo. Sotto quest'ultimo aspetto chiamò in panchina l'esperto Zdeněk Zeman, affidandogli una squadra con un mix di esperti della precedente gestione e giovani promesse. I risultati però non confermarono le attese e il Cagliari retrocesse in Serie B dopo 11 anni nonostante l'avvicendamento temporaneo in panchina tra il boemo e la bandiera del Club Gianfranco Zola. Per la risalita affidò la panchina a Massimo Rastelli e nel calciomercato affiancò giocatori "di categoria" (su tutti il ritorno del portiere Marco Storari quattro volte campione d'Italia con la Juventus) all'ossatura dei giocatori già presenti dalle stagioni precedenti (Luca Ceppitelli, João Pedro, Diego Farias e Marco Sau) e ciò permetterà ai sardi di risalire subito in Serie A vincendo il campionato di Serie B 2015-2016, traguardo mai raggiunto dal club prima di allora. Nella stagione successiva, sempre con Rastelli allenatore, raggiunge l'undicesimo posto in Serie A, attuale miglior piazzamento della sua gestione con record di punti. Con il subentrante ex capitano Diego López ottiene una non semplice salvezza e l'8 ottobre 2018 vince il Premio Scopigno come miglior presidente della stagione 2017-2018.
Affida successivamente la guida tecnica a Rolando Maran e, dopo una salvezza senza patemi, con lui alla guida vive un passaggio cruciale della sua presidenza: nell'estate 2019 il prodotto del vivaio Nicolò Barella viene ceduto all'Inter per 49 milioni di euro, cessione più remunerativa della storia del club, e tale cifra la reinveste nell'acquisto dell'uruguaiano Nahitan Nández dal Boca Juniors, e questo invece diventa il trasferimento in entrata più oneroso della storia della società, nonché in Marko Rog e nel ritorno di Radja Nainggolan. L'inizio della Serie A 2019-2020 vede il Cagliari brillare dall'inizio fino a Natale, con una serie di risultati che portano i rossoblù in piena zona Champions League. Una flessione a metà stagione e l'avvento della pandemia di COVID-19 però ridimensioneranno la classifica, con il campionato che si concluderà con una salvezza tranquilla.
Nel 2021 inizia la stagione con Leonardo Semplici, che da allenatore subentrante ottenne una salvezza sofferta la stagione precedente, sostituito poi da Walter Mazzarri. Oltre all'esonero-lampo, una stagione densa di attriti interni (su tutti il caso Godin-Caceres e il licenziamento dello stesso tecnico livornese) si conclude con la seconda retrocessione in Serie B della sua gestione. 
La discesa in cadetteria lo spinge a effettuare una riorganizzazione societaria. Divorzia dal direttore generale Mario Passetti, in società proprio dall'estate del suo insediamento a presidente, e da Stefano Capozucca, DS della prima risalita in massima serie, e suddivide la gestione del club in tre aree: Corporate, Business e Media e Sportiva. Sul campo la squadra affidata a Fabio Liverani va a caccia dell'immediato ritorno in Serie A, ma la discontinuità di risultati porta in dicembre all'esonero dell'allenatore. Punta quindi su Claudio Ranieri, esperto tecnico che 33 anni prima coi rossoblu ottenne una storica doppia promozione dalla Serie C alla A e si lanciò verso una lunga carriera internazionale. Il 2023 dei sardi è più regolare e un ottimo finale garantisce il quinto posto e la qualificazione ai play-off. La stagione culmina con la rocambolesca vittoria all'ultimo respiro per 1-0 contro il Bari grazie al gol di Leonardo Pavoletti e così l'11 giugno 2023 il Cagliari ritorna in massima serie. Per Giulini è la seconda promozione immediata su due campionati di Serie B. Da quando è presidente sono quindi 8 quelle di militanza in Serie A su 10 totali. 

### Il nuovo stadio di Cagliari

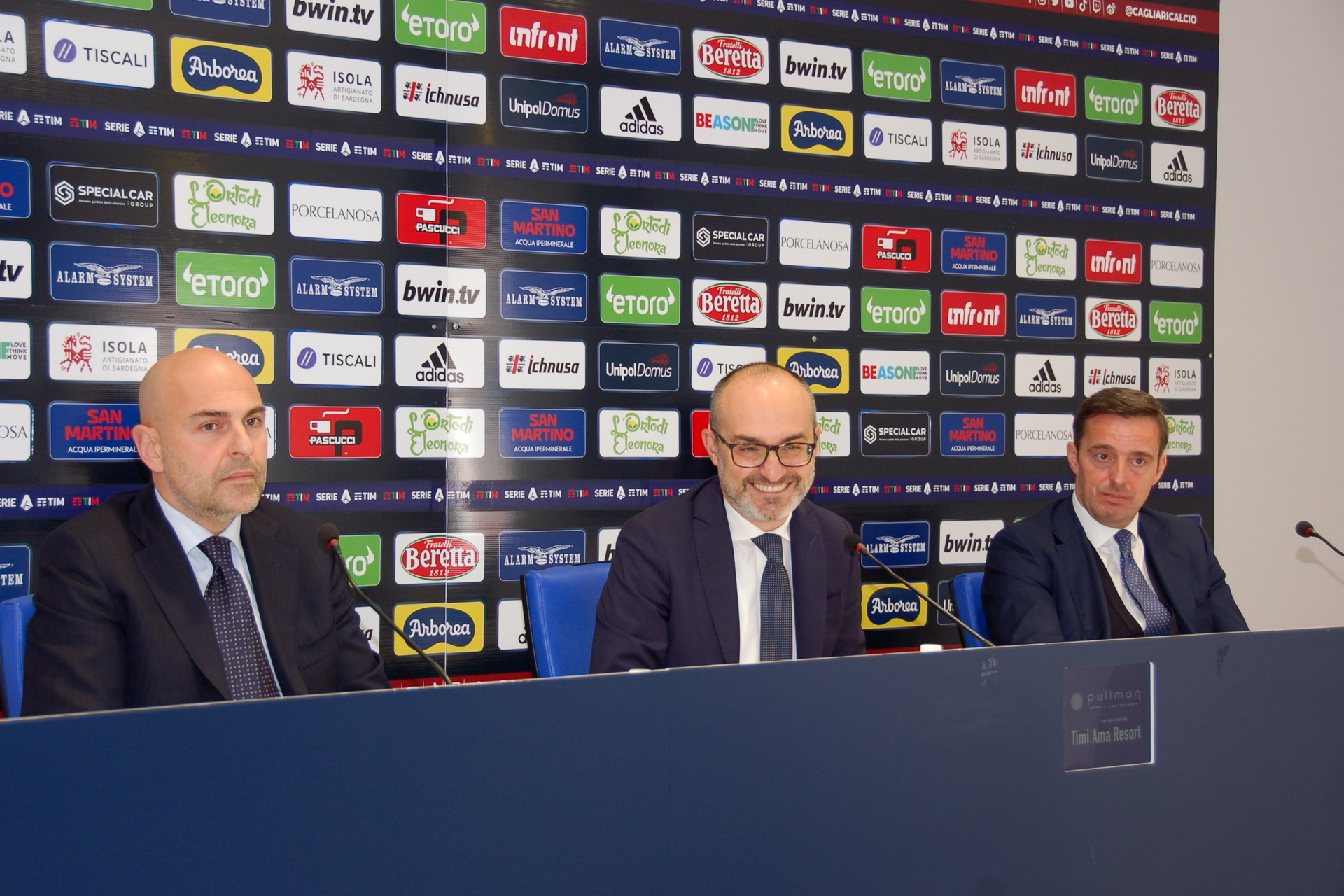
Giulini (a sinistra) nel 2022 con l'allora sindaco di Cagliari Paolo Truzzu e il presidente di Costim Francesco Percassi in una conferenza stampa relativa alla progettazione del nuovo stadio cittadino.

Sin dal giorno dell'acquisto, uno dei nodi principali della gestione del club è stato quello dello stadio. Prima del suo insediamento alla presidenza infatti il Cagliari disputava gli incontri allo Stadio Sant'Elia a capienza limitata a 5000 spettatori ed era reduce da un'emigrazione allo Stadio Is Arenas di Quartu Sant'Elena e addirittura fuori Sardegna al Nereo Rocco di Trieste, a causa delle condizioni precarie dovute all'età dell'impianto, costruito nel 1970 e solo lievemente ammodernato per i Mondiali del 1990, e della scarsa manutenzione ordinaria e straordinaria compiuta negli ultimi due decenni. Nell'estate 2014 Giulini grazie all'intesa con l'amministrazione comunale Zedda ottenne la possibilità di disputare la sua prima stagione in città inizialmente con 12 mila posti e da fine ottobre con la capienza totale a 16 mila per la prima volta dopo tre anni a seguito di alcuni lavori di messa in sicurezza. Tuttavia la situazione del Sant'Elia rimase critica e l'unico orizzonte possibile condiviso da proprietà e politica locale era quello della demolizione e ricostruzione totale secondo i canoni moderni dell'impiantistica sportiva.
Sin dai primi mesi di gestione, la nuova proprietà lavorò quindi alla progettazione di un nuovo stadio a Cagliari sulle ceneri del vecchio Sant'Elia. Nel dicembre 2015 venne presentata la prima bozza di progetto avviando così l'iter burocratico nelle sedi politiche comunali e regionali secondo la Legge Stadi. Nel maggio 2017 i rossoblù disputarono il loro ultimo incontro al Sant'Elia e in quell'estate, in soli 127 giorni, venne costruito e inaugurata l'adiacente Sardegna Arena (dal 23 luglio 2021 sotto il nome di Unipol Domus in seguito a una cessione dei diritti di denominazione all'istituto assicurativo italiano Unipol), un impianto provvisorio edificato nell'area adibita ai parcheggi lato settore Distinti, con una capienza di 16.416 posti, propedeutico alla costruzione del nuovo e moderno impianto e necessario per continuare a disputare le partite casalinghe in città e in Sardegna.
I progetti avviati nel 2015 vennero negli anni aggiornati e modificati con ulteriori investimenti privati grazie agli accordi con lo studio progettistico Sportium e il partner industriale Costim. La candidatura dell'Italia, congiunta con la Turchia, per EURO 2032, ha dato nel 2023 un'ulteriore spinta per la costruzione di uno stadio in grado di ospitare eventi internazionali e permettere alla città di Cagliari di essere tra le candidate a ospitare alcune partite della massima competizione europea per nazionali. Al momento è in corso la progettazione esecutiva di uno stadio con una capienza di 25 000 spettatori, ampliabile a 30 000 e del costo di 200 milioni totali, di cui circa 140 a carico del privato, con il contributo pubblico di 50 milioni da parte della Regione Sardegna e 10 da parte del Comune di Cagliari.

## L'impegno nel sociale
Con l’avvento a capo del Cagliari Calcio, nel 2014 nasce la Fondazione Carlo Enrico Giulini, intitolata a suo padre, il Conte Carlo Enrico Giulini, fondatore di Fluorsid nel 1969. L'attività, svolta principalmente sul territorio della Sardegna e con l'appoggio delle istituzioni e dei privati locali, consta nella realizzazione di progetti mirati allo sviluppo sociale, culturale ed economico attraverso cura della salute e dell'infanzia, lo sviluppo di comunità, l'integrazione, l'educazione e la promozione dello sport.
Assieme alla società sportiva sono stati diversi i progetti legati allo sport che hanno promosso l’integrazione e il fair play. Nel 2019 ha aperto allo stadio di Cagliari la Curva Futura, primo e unico settore di uno stadio in Italia interamente dedicato ai bambini, senza distinzioni di fede calcistica o provenienza geografica, con il coinvolgimento delle scuole primarie e secondarie nell’ambito dei progetti Scuola di Tifo e Tifo Positivo. Dal 2015 viene annualmente organizzata la Coppa Quartieri (saltata solo nel 2020 e 2021 causa Covid), manifestazione scolastica in cui le scuole della Citta Metropolitana di Cagliari si confrontano e cimentano in varie discipline sportive sul campo e molteplici attività didattiche durante l’anno scolastico, ritrovandosi poi nella finalissima all’”Unipol Domus” insieme alle istituzioni, dirigenti scolastici, insegnanti e i giocatori stessi del Cagliari.